# Albin Flycht
Knut Erik Albin Flycht, född 4 juli 1878 i Björkviks församling, Södermanlands län, död 26 november 1949 i Kristianstad, var en svensk ingenjör.
Flycht, som var son till Lars Erik Flycht och Hedvig Lundborg, utexaminerades från Tekniska skolan i Stockholm 1904 och var extra elev vid Kungliga Tekniska högskolan samma år. Han var kemist vid Stockholms gasverk 1904–1907, ingenjör vid AB Stockholmstelefon 1907–1908, belysningschef och föreståndare för gas-, vatten- och elektricitetsverken i Södertälje stad 1908–1917 samt belysningsingenjör och föreståndare för gas- och elektricitetsverken i Kristianstads stad 1917–1944. Han var lärare vid lärlingsskola 1922–1939, besiktningsman för elektriska anläggningar sedan 1926, för hissar sedan 1927.
Han är gravsatt på Östra begravningsplatsen i Kristianstad. Porträtt i Porträttgalleri från Kristianstads län.